# Stewart Downing
Stewart Downing (nascut en Middlesbrough, North Yorkshire, Anglaterra, el 22 de juliol de 1984) és un futbolista britànic que juga com a centrecampista esquerre en el Liverpool FC, de la FA Premier League.

## Biografia
Downing va passar per totes les categories inferiors del club de la seua ciutat natal, el Middlesbrough FC. Debutà en la FA Premier League amb el Boro en abril de 2002, en la derrota contra l'Ipswich Town per 1-0. El seu primer gol amb l'equip professional el va marcar poc després en la Carling Cup, davant el Brentford FC.
El 2003 va ser cedit al Sunderland AFC, ateses les seues poques oportunitats de jugar en el Middlesbrough per la presència Boudewijn Zenden en la seua posició. Després de la seua tornada al Boro va començar a tenir més oportunitats per a jugar com a titular. En maig de 2005 va patir una greu lesió jugant per a la seua selecció, que el va mantenir apartat dels terrenys de joc fins a gener de 2006 i que va estroncar parcialment el seu creixement futbolístic.
Després de la Copa del Món, el Tottenham Hotspur FC es va interessar públicament pel jugador i va oferir al voltant de 8.000.000 £ pel seu traspàs. No obstant això, tant el Middlesbrough com Downing van declinar l'oferta.
Stewart Downing participa en la campanya "No Messin", que intenta advertir els joves sobre el perill de jugar en les vies del tren, una activitat sorprenentment comuna en la seua àrea de residència.

## Internacional
Downing va debutar amb la selecció de futbol d'Anglaterra el 9 de febrer de 2005 en un partit amistós davant Holanda substituint Shaun Wright-Phillips en el segon temps. Prèviament havia jugat 8 partits amb el combinat Sub-21. El 2006, Sven-Göran Eriksson el va convocar per a disputar amb Anglaterra la Copa Mundial de Futbol de 2006 en Alemanya. Downing va entrar en el segon temps davant Paraguai i Trinitat i Tobago en la primera fase.
El 16 d'agost de 2006, el centrecampista esquerrà va debutar com a titular d'inici amb la seua selecció en un partit de la fase de classificació per a l'Eurocopa 2008 enfront de Grècia que Anglaterra va guanyar per 4-0 amb tres assistències seues. No obstant això, les seues actuacions següents contra Macedònia i Andorra van generar crítiques negatives en una part de la premsa britànica.

### Participacions en Copes del Món
| Mundial                        | Seu      | Resultat        |
| ------------------------------ | -------- | --------------- |
| Copa Mundial de Futbol de 2006 | Alemanya | Quarts de final |

## Clubs
| Club             | País       | Any       |
| ---------------- | ---------- | --------- |
| Middlesbrough FC | Anglaterra | 2001-2003 |
| Sunderland AFC   | Anglaterra | 2003      |
| Middlesbrough FC | Anglaterra | 2003-2009 |
| Aston Villa FC   | Anglaterra | 2009-2011 |
| Liverpool FC     | Anglaterra | 2011-     |

## Palmarès

### Campionats nacionals
| Títol                    | Club             | País       | Any  |
| ------------------------ | ---------------- | ---------- | ---- |
| Copa de la Lliga Anglesa | Middlesbrough FC | Anglaterra | 2006 |